# ギリナール
ギリナール(Gyrinal)は、ミズスマシ科から得られる、C14H18O3の化学式を持つ不飽和ケトアルデヒドである。強力な殺菌効果があり、魚類や哺乳類にとっても毒性を持つため、防御化合物として用いられる。ミズスマシは、通常約80μgのギリナールを持つ。マウスの半数致死量は、約45 mg/kgである。